# William Clowes
William Clowes, appelé parfois William Clowes l'ancien, (né c. 1540 - mort en 1604) est un chirurgien de la Royal Navy.

## Biographie
William Clowes apprend la chirurgie en tant qu'apprenti de M. George Keble, chirurgien londonien.
Il commence à pratiquer lui-même en 1563 comme chirurgien dans l'armée commandée par Ambrose Dudley dans la défense du Havre mais les troupes françaises, commandées par le connétable de Montmorency, attaquent la ville et les Anglais en sont finalement chassés le 29 juillet 1563.
Après l'expédition du Havre, Clowes sert plusieurs années dans la marine, puis vers 1569, il s'installe à Londres où il est admis au Collège royal de chirurgie.
En mars 1575, il obtient un poste de chirurgien au St Bartholomew's Hospital pour y être nommé premier chirurgien en 1581. Il est aussi chirurgien au Christ's Hospital et pratique dans les deux institutions.
En mai 1585, il démissionne de ses postes avec ordre de suivre Robert Dudley, 1er comte de Leicester chargé d'aller aux Pays-Bas soutenir les provinces révoltées contre Philippe II  d'Espagne. C'est dans les comptes rendus de cette expédition que Clowes écrit que « les mauvais chirurgiens ont plus tué que l'ennemi ».
Après avoir été nommé chirurgien de la reine Élisabeth Ier et avoir pratiqué plusieurs années à Londres, il prend sa retraite dans une maison de campagne à Plaistow dans l'Essex.
Il meurt en 1604 non sans avoir réussi à introduire son fils William Clowes le jeune à la Cour où il sera nommé chirurgien d'Henri-Frédéric Stuart, prince de Galles quelques années après la mort de son père.

## Travaux
Clowes a beaucoup écrit sur les plaies par armes à feu, les plaies causées par la poudre à canon, les maladies vénériennes.
- De Morbo Gallico, 1579.
- A Prooved Practise for all young Chirurgians concerning Burnings with Gunpowder, and Woundes made with Gunshot, Sword, Halbard, Pike, Launce, or such other,’ 1591.
- A Right Frutefull and Approved Treatise for the Artificiall Cure of the Struma or Evill, cured by the Kinges and Queenes of England, 1602.